# Cybalomia haplodes
Cybalomia haplodes là một loài bướm đêm trong họ Crambidae.